# Thuiaria thuja
Thuiaria thuja är en nässeldjursart som först beskrevs av Carl von Linné 1758.  Thuiaria thuja ingår i släktet Thuiaria och familjen Sertulariidae. Arten är reproducerande i Sverige. Inga underarter finns listade i Catalogue of Life.